# Williams FW44
Chronologie des modèles (2022)
Williams FW43B Williams FW45
La Williams FW44 est la monoplace de Formule 1 engagée par l'écurie britannique Williams F1 Team dans le cadre du championnat du monde de Formule 1 2022. Elle est pilotée par le Canadien Nicholas Latifi, qui effectue sa troisième saison dans la discipline, et le Thaïlandais Alexander Albon, qui fait son retour après une année passée en tant que pilote essayeur chez Red Bull Racing.

## Création de la monoplace
La FW44 est présentée le 15 février 2022, avant un essai de déverminage effectué le jour même sur le circuit de Silverstone lors d'un essai promotionnel de 100 kilomètres. Elle arbore une nouvelle livrée, censée rappeler la gloire passée de Williams et affichant le soutien de son nouveau partenaire, Duracell. Elle est composée d'un arlequin de bleu nuit et de bleu clair, avec quelques touches de rouge rappelant la nationalité britannique de l'écurie,.
Pour la première fois depuis la mort d'Ayrton Senna, la monoplace ne porte pas le logo lui rendant hommage. Depuis 1995, l'écurie avait apposé ce logo sur le nez de chaque monoplace ; en 2014, pour le vingtième anniversaire de sa disparition, le visage du pilote remplaçait le logo,,.

## Résultats en championnat du monde de Formule 1
| Saison | Écurie          | Moteur                                                  | Pneus   | Pilotes         | Courses | Courses | Courses | Courses | Courses | Courses | Courses | Courses | Courses | Courses | Courses | Courses | Courses | Courses | Courses | Courses | Courses | Courses | Courses | Courses | Courses | Courses | Points inscrits | Classement |
| Saison | Écurie          | Moteur                                                  | Pneus   | Pilotes         | 1       | 2       | 3       | 4       | 5       | 6       | 7       | 8       | 9       | 10      | 11      | 12      | 13      | 14      | 15      | 16      | 17      | 18      | 19      | 20      | 21      | 22      | Points inscrits | Classement |
| ------ | --------------- | ------------------------------------------------------- | ------- | --------------- | ------- | ------- | ------- | ------- | ------- | ------- | ------- | ------- | ------- | ------- | ------- | ------- | ------- | ------- | ------- | ------- | ------- | ------- | ------- | ------- | ------- | ------- | --------------- | ---------- |
| 2022   | Williams Racing | Mercedes-AMG V6 turbo hybride F1 M13 E Performance 1.6L | Pirelli |                 | BAH     | SAU     | AUS     | EMI     | MIA     | ESP     | MON     | AZE     | CAN     | GBR     | AUT     | FRA     | HON     | BEL     | P-B     | ITA     | SIN     | JAP     | USA     | MEX     | SAO     | ABU     | 8               | 10e        |
| 2022   | Williams Racing | Mercedes-AMG V6 turbo hybride F1 M13 E Performance 1.6L | Pirelli | Nicholas Latifi | 16e     | Abd.    | 16e     | 16e     | 14e     | 16e     | 15e     | 15e     | 16e     | 12e     | Abd.    | Abd.    | 18e     | 18e     | 18e     | 15e     | Abd.    | 9e      | 17e     | 18e     | 16e     | 19e*    | 8               | 10e        |
| 2022   | Williams Racing | Mercedes-AMG V6 turbo hybride F1 M13 E Performance 1.6L | Pirelli | Alexander Albon | 13e     | 14e*    | 10e     | 11e     | 9e      | 18e     | Abd.    | 12e     | 13e     | Abd.    | 12e     | 13e     | 17e     | 10e     | 12e     |         | Abd.    | Abd.    | 13e     | 12e     | 15e     | 13e     | 8               | 10e        |
| 2022   | Williams Racing | Mercedes-AMG V6 turbo hybride F1 M13 E Performance 1.6L | Pirelli | Nyck de Vries   |         |         |         |         |         |         |         |         |         |         |         |         |         |         |         | 9e      |         |         |         |         |         |         | 8               | 10e        |

Légende : ici 
- *Le pilote n'a pas terminé la course mais est classé pour avoir parcouru 90% de la distance.